# Regne d'Aquitània
El regne d'Aquitània fou un regne franc establert a la regió d'Aquitània en l'edat mitjana en dos períodes diferents no successius compostos per un breu període en època merovíngia (628-632) i posteriorment en època carolíngia (781 - 884). Prèviament i posteriorment la regió esdevingué nominalment el Ducat d'Aquitània sota vassallatge del rei dels francs i posteriorment el Regne de França.

## Període merovingi
El regne d'Aquitània existí a França durant el període merovingi per poc temps. Fou creat el 628 per a Caribert II, fill de Clotari II. El rei va establir la capital a Tolosa i es va casar amb Gisela, la filla del duc de Gascunya. El 632 el va succeir el seu fill Khilperic que fou mort després al bressol suposadament per orde de Dagobert I d'Austràsia. Segons la carta d'Alaó, un germà de Khilperic, Boggis, fou reconegut duc, junt amb un altre germà encara més jove, Bertran però això s'ha demostrat fals. Des de llavors ja no va tornar a haver-hi rei.

## Període carolingi
El 781 fou erigit altre cop en regne per al fill de Carlemany, Lluís el Pietós. El 814, a la mort de Carlemany, Lluís fou proclamar emperador (Lluís I de França) i el 816 li va separar Septimània i el va donar al seu fill Pipí I d'Aquitània que ja governava el territori i que fou coronat a Aquisgrà el 30 de juliol del 817); Pipí el 824 va enviar una expedició més enllà dels Pirineus per intentar restablir la influència carolíngia a Pamplona i Jaca. El 833 fou destituït pel seu pare Lluís el Pietós, i el regne fou donat a un altre fill (de diferent mare) anomenat Carles el Calb, però Pipí I es va revoltar i es va aliar als seus germans Lotari I rei d'Itàlia i Lluís de Baviera, aconseguint la victòria a Lugenfeld (camp de la mentida) el 24 de juny del 833. Lluís I fou deposat, Lotari proclamat emperador, i Pipí reconegut com a rei d'Aquitània. L'any següent es va reconciliar amb el seu pare i li va donar suport per recobrar l'imperi a l'assemblea de Saint Denis (1 de març). El 837 va donar també suport al pare quan aquest va crear el regne de Nèustria per a Carles el Calb. Va morir el 838 i va deixar el regne al seu fill Pipí II d'Aquitània, però Lluís el Piadós va desautoritzar la successió i va excloure a Pipí II del repartiment, donant Aquitània a Carles el Calb de Nèustria, incloent la Septimània. Pipí, amb l'ajuda de la noblesa d'Aquitània i amb el seu germà Carles com a proper col·laborador, es va oposar a la decisió de l'emperador; Lluís i Carles van poder ocupar una part d'Aquitània (Poitou i Septimània). En morir Lluís I el 20 de juny del 840 el va succeir Lotari rei d'Itàlia, però no va voler reconèixer a Pipí II, ni les peticions de Carles el Calb i Lluís de Baviera (el germànic), i la guerra va esclatar entre els germans. Lotari es va haver d'aliar amb Pipí II, però ambdós foren derrotats a Fontenoy-en-Puysaye el 25 de juny del 841.
L'assemblea de Mâcon del 842 va repartir l'imperi en Occident per Carles i Orient per Lluís, amb Itàlia per Lotari però aquest va rebutjar l'acord i també Pipí II que n'era totalment exclòs però conservava el domini d'una part d'Aquitània. Pipí II es va apoderar per sorpresa de Tolosa el 842 i dominava bona part de la regió aquitana. El 843 els normands, com altres anys abans, van saquejar el ducat, sobretot Bordeus. El 10 d'agost del 843, a proposta dels bisbes es va signar el Tractat de Verdun, que repartia l'imperi: Lotari I obtenia el Regne de Lotaríngia -amb capital a Aquisgrà, i Itàlia; Carles, França (Regne Franc Occidental, capital Soissons); Lluís la part oriental (Regne Franc oriental, capital Frankfurt). Pipí II, exclòs, es va oposar.
El 844 Carles el Calb va firmar amb Pipí II el tractat de Saint Bênoit-sur-Loire pel qual el reconeixia com a rei d'Aquitània (amb capital a Tolosa) però amb exclusió del Poitou, Angumois i Santonya que ja estaven en poder de Carles i van quedar integrades de ple dret al regne Franc occidental (tampoc la Septimània formaria part del ducat). Els comtes de Tolosa i de Poitou podrien usar el títol de ducs.
En les lluites del 849 contra el comte Guillem II de Tolosa, fill de Bernat de Septimània, el comte de Roergue, Frèdol, potser encarregat per Guillem del comtat de Tolosa en la seva absència, va capgirar la fidelitat a Pipí II i li va tancar les portes de la ciutat i es va aliar amb Carles el Calb, que va anar a Tolosa i fou reconegut com a rei d'Aquitània. Frèdol va veure reconeguts Roergue, Tolosa, Pallars i Ribagorça i Guillem II, derrotat a Barcelona, fou pres i executat.
Pipí II, abandonat per la noblesa, se'n va anar a la costa i es va aliar amb els normands. L'any següent Pipí II, al front d'un grup de normands, va desembarcar a Aquitània i va arribar a Tolosa que va ocupar però els normands era indisciplinats i es van dedicar al pillatge; l'exèrcit enviat per Carles el Calb fou doncs ben rebut per la població. Acampats davant Tolosa, els normands no volien combatre sense esperances de botí, i la ciutat fou recuperada fàcilment. Només Pipí i els seus més fidels van combatre fins al final, i Pipí fou capturat i dut a Soissons on una assemblea de nobles i bisbes el va jutjar i el va condemnar a ser tancat de per vida al monestir de Sant Medard (852).
El 854 Pipí II es va escapar del monestir i va arribar a Bretanya. Va tornar a Aquitània per recavar suports però en el camí, passant per Senlis, fou reconegut i capturat. El seu judici es va celebrar més tard i Pipí fou condemnat a mort però graciat per Carles que el va condemnar a reclusió de per vida a Senlis. Carles va cedir el títol de rei d'Aquitània al seu fill Carles II (855), que va morir l'any següent, i va tornar al pare. El 867 Carles el Calb el va donar al seu fill Lluís el Tartamut.
Carles el Calb (Carles II de França) va morir el 6 d'octubre del 877 i el va succeir Lluís el tartamut (Lluís II de França) que va morir prematurament el 10 d'abril del 879. El van succeir els seus dos fills Lluís III de França i Carloman que el 880 van acordar repartir-se llurs dominis: Lluís II es va quedar amb França i Carloman amb Aquitània.
A la mort de Lluís el 5 d'agost del 882, el seu germà Carloman d'Aquitània fou proclamat rei de França, però va morir el 6 de desembre de 884 i el seu fill i successor, Carles IV de França el simple, no fou reconegut pels nobles, que van cridar a Carles el Gras d'Alemanya i Itàlia. Els ducs d'Aquitània van assumir les funcions reials i del regne ja no se'n torna a parlar.

## Llista de reis d'Aquitània
- Regne merovingi d'Aquitània:
  - Caribert II 628-631
  - Khilperic d'Aquitània 631-632.
  - Dagobert d'Austràsia 632
  - Ducat després del 632
- Regne carolingi d'Aquitània:
  - Lluís I el Pietós 781-814 rei (emperador el 814)
  - Pipí I d'Aquitània 814-833 (rei, de fet des de 814 però coronat el 817)
  - Carles el Calb 833
  - Pipí I 833-838
  - Pipí II d'Aquitània 839-845
  - Carles I el Calb 839-845 (Pipí II domina en part del regne)
  - Reducció del regne 845
  - Pipí II 845-848.
  - Carles I el Calb 848-855 (Pipí II domina part del país)
  - Lluís el Jove (pretendent), fill de Lluís el Germànic 854
  - Carles l'Infant 855-864 (nominal 864-865)
  - Carles I el Calb (de fet) 864-865
  - Carles l'Infant 865-866
  - Lluís el Quec 867-879.
  - Lluís el Jove (Lluís III de França), fill de Lluís el Quec 879-880
  - Carloman II (junt amb Lluís III) 879-880, sol 880-884.
  - Carles el Simple 884 (nominal).